# 小布伦巴赫
小布伦巴赫（德語：Kleinbrembach，發音：[ˈklaɪnˌbʁɛmbax]）是德国图林根州瑟默达县曾经的一个市镇，与大布伦巴赫相邻，面积8.15平方千米，2017年12月31日人口为304人。2019年1月1日，小布伦巴赫所属的布特施泰特管理共同体解散，其与另外8个成员市镇并入市镇布特施泰特。